# Matelea pubescens
Matelea pubescens är en oleanderväxtart som först beskrevs av August Heinrich Rudolf Grisebach, och fick sitt nu gällande namn av Krings. Matelea pubescens ingår i släktet Matelea och familjen oleanderväxter. Inga underarter finns listade i Catalogue of Life.